# José Luis Rodríguez Loreto
José Luis Rodríguez Loreto (Sevilla, España, 10 de febrero del 1971), deportivamente conocido como Loreto, es un exjugador y entrenador de fútbol español. Actualmente entrena al Club Deportivo Cuarte de la Tercera Federación de España.

## Trayectoria

### Como jugador
Loreto se formó en las categorías inferiores del Real Betis Balompié, en su Sevilla natal. Tras pasar por el filial, debutó con los verdiblancos en Primera División el 2 de diciembre de 1990, ante el R. C. D. Espanyol, en el Estadio Benito Villamarín. Esa temporada llegó a participar en 23 partidos de liga –la mayoría como suplente- y logró dos goles, siendo estos los mejores registros de su carrera en la máxima categoría. Ese año, el Betis finalizó el campeonato como colista y descendió a Segunda División.
Durante dos años, Loreto defendió la camiseta verdiblanca en la categoría de plata, participando en 35 partidos, en los que sólo vio puerta en cinco ocasiones. La temporada 1993-94 fue cedido al Córdoba C. F., en Segunda B, donde se reivindicó como máximo goleador del equipo, con 24 dianas. 
Su buena campaña le valió para regresar a Primera, firmando un contrato de cuatro años con el Real Zaragoza. Loreto descartó una oferta del Sporting de Gijón para enrolarse en el cuadro maño, que vivía una de sus mejores etapas y ese año logró el mayor éxito de su historia: la Recopa de Europa. Sin embargo, en el plano personal, Loreto completó una temporada discreta: disputó 15 partidos (doce de liga y tres de la Recopa, incluyendo la semifinal), sin ver puerta. 
Loreto fue descartado por el técnico, Víctor Fernández, que ya disponía de una delantera muy completa con Higuera, Esnáider y Pardeza, y el ariete andaluz buscó minutos en Segunda División con una cesión al C. D. Logroñés. Con los riojanos recuperó la titularidad y finalizó el curso como segundo máximo anotador del equipo, con diez goles que, a la postre, sirvieron para lograr el ascenso.
A pesar de su buena temporada, a su regreso a Zaragoza el jugador fue nuevamente descartado por Víctor Fernández, quien le dejó sin ficha federativa para forzar su salida.  Finalmente, en octubre de 1996 abandonó la disciplina aragonesa para fichar por el Córdoba C. F..
Su segunda etapa en el club blanquiverde duró tres temporadas. El delantero contribuyó en su último año en el Córdoba C. F., a lograr el ansiado ascenso de categoría a Segunda División, tras una muy disputada y emocionante liguilla de ascenso. La campaña 1999-2000 pasó a otro equipo andaluz en la categoría de bronce, el Cádiz C. F., donde no dispuso de muchas oportunidades. Por ello, en la recta final de la temporada se marchó al Real Murcia como refuerzo para disputar la promoción de ascenso a Segunda A y, tras lograr el objetivo, renovó su contrato con los pimentoneros.
Las dos siguientes campañas se destacó como uno de los mejores goleadores de la categoría de plata, con 30 goles en 80 partidos. La temporada 2002/03, sin embargo, su falta de sintonía con el técnico David Vidal le relegó a un segundo plano, en un año en que los murcianos lograron ascender a la Primera División tras proclamarse campeones de la liga de Segunda.
Loreto, sin embargo, no regresó a la máxima categoría, ya que finalizada esa temporada abandonó el Real Murcia para iniciar un periplo por otros clubes menores de la zona. Así, pasó un año y medio con el F. C. Cartagena en Segunda B, medio año con el Orihuela C. F. en Tercera y se retiró en esta categoría con el C. D. Molinense en 2006.

### Como entrenador
Tras colgar las botas, pasó a ser entrenador en las categorías inferiores del Club Deportivo Molinense. En enero de 2007 se puso al frente del equipo infantil del Club Deportivo Valdefierro, club del barrio homónimo de la ciudad de Zaragoza. Posteriormente, debutaría en 2012 como entrenador de un conjunto sénior de la Tercera División de España, siendo este el Club Deportivo Ebro.
En la temporada 2013-14, fue entrenador de la Sociedad Deportiva Ejea de la Tercera División de España, clasificándolo para la fase de ascenso, el cual no consiguió. En la siguiente campaña entrenaría al zaragozano Club Deportivo Ebro, con el que consiguió el campeonato de liga de su grupo en la Tercera División y el ascenso a la Segunda División B de España. 
En 2015 retornó al banquillo de la Sociedad Deportiva Ejea, en una segunda etapa que duraría hasta 2017. Tras ello, entrenaría al Club Deportivo Brea de la misma categoría, hasta que en diciembre de 2018 volvería al Real Zaragoza como segundo de Víctor Fernández.
En la temporada 2019-20 también sería segundo entrenador de Víctor Fernández.
El 15 de febrero de 2021, firma como entrenador del Real Murcia CF de la Segunda División B, al que dirigiría hasta el final de la temporada.
El 12 de abril de 2022, firma como entrenador del Club Atlético Pulpileño de la Segunda División RFEF. Pese al descenso, continuaría la temporada siguiente en Tercera Federación.
El 21 de noviembre de 2022, deja de ser entrenador del Club Atlético Pulpileño de la Tercera Federación.

## Selección nacional
No alcanzó la selección absoluta, pero fue internacional en siete ocasiones con la selección sub-21 de España, con la que debutó con sólo 16 años.

## Clubes

### Como jugador
| Club              | País   | Año       |
| ----------------- | ------ | --------- |
| Real Betis "B"    | España | 1989-1990 |
| Real Betis        | España | 1990-1993 |
| Córdoba C. F.     | España | 1993-1994 |
| Real Zaragoza     | España | 1994-1995 |
| C. D. Logroñés    | España | 1995-1996 |
| Real Zaragoza     | España | 1996      |
| Córdoba C. F.     | España | 1996-1999 |
| Cádiz C. F.       | España | 1999-2000 |
| Real Murcia C. F. | España | 2000-2003 |
| F. C. Cartagena   | España | 2003-2005 |
| Orihuela C. F.    | España | 2005      |
| C. D. Molinense   | España | 2005-2006 |

### Como entrenador
| Club               | País   | Año       |
| ------------------ | ------ | --------- |
| C. D. Ebro         | España | 2012-2013 |
| S. D. Ejea         | España | 2013-2014 |
| C. D. Ebro         | España | 2014-2015 |
| S. D. Ejea         | España | 2015-2017 |
| C. D. Brea         | España | 2017-2018 |
| Real Murcia C. F.  | España | 2021      |
| Atlético Pulpileño | España | 2022      |
| C. D. Cuarte       | España | 2023-Act. |

## Palmarés

### Torneos internacionales
| Título | Club          | Sede  | Año     |
| ------ | ------------- | ----- | ------- |
| Recopa | Real Zaragoza | París | 1994-95 |